# Henri de Mornay
 (avril 2009).
Améliorez-le ou discutez des points à vérifier. 
Henri de Mornay, marquis de Montchevreuil, seigneur de Vaudampierre, né le 12 mars 1623 à Fresneaux-Montchevreuil et mort le 2 juin 1706 à Saint-Germain-en-Laye, est un officier français, gouverneur des châteaux forêts et capitaine des chasses de Saint-Germain-en-Laye en 1685 et chevalier des Ordres du Roi en 1688. À sa mort il était gouverneur de Louis Auguste de Bourbon, duc du Maine.

## Biographie
Il est le fils de Charles, gentilhomme ordinaire de la Chambre du Roi et de Madeleine de Lancy. 
Élevé comme page dans la maison de Monsieur Gaston, capitaine au régiment du capitaine Mazarin en 1646, puis commandant du même régiment, il s'était distingué comme aide de camp à la bataille de Lens et avait fait dix-huit campagnes. Nommé successivement gouverneur du comte de Vermandois et du duc du Maine, il eut, à la mort du duc de Lude, le 30 août 1685 la capitainerie de Saint-Germain-en-Laye, pour lui et pour son fils aîné, et une pension de 10 000 livres le 3 septembre suivant...
Il avait épousé Marguerite Boucher d'Orsay (en), gouvernante de la duchesse d'Orléans et sœur de Charles, prévôt des marchands de Paris et conseiller d'Etat. Il aura avec elle 4 filles et 4 fils dont René de Mornay, archevêque de Besançon.
Dangeau rapporte qu'Henri de Mornay, était si estimé à la cour que Louis XIV avait dit de lui : Si je n'étais Bourbon, je voudrais être Montchevreuil, et encore : Tous les courtisans me demandent sans cesse ; le seul Montchevreuil ne me demande rien. De même, Madame de Maintenon disait que "De tous ceux que j'ai placé à la Cour, Montchevreuil est le seul qui ait réussi. C'était pourtant un homme d'une antique probité". Le même auteur rapporte : Le Roi a chargé M. de Montchevreuil du soin de gouverner la maison de M. le duc du Main. Il ne lui donne aucun titre, et n'aura à répondre qu'au Roi. Il n'aura point d'appointements de M. du Maine, mais le Roi lui donne 2 000 écus de pension d'augmentation. Il commandera à tous les officiers de la maison. M. du Maine désirait, il y a longtemps, que M. de Montchevreuil eût cet emploi-là.
Dans ses Mémoires (tome 1, chapitre III, 1693), Saint-Simon a fait son portrait et celui de son épouse : Montchevreuil était Mornay, de bonne maison, sans esprit aucun, et gueux comme un rat d'église. Villarceaux, de même maison que lui, était un débauché fort riche, ainsi que l'abbé son frère, avec qui il vivait. Villarceaux entretint longtemps Mme Scarron, et la tenait presque tout l'été à Villarceaux. Sa femme, dont la vertu et la douceur donnaient une sorte de respect au mari, lui devint une peine de mener cette vie en sa présence. Il proposa à son cousin, Montchevreuil, de le recevoir chez lui avec sa compagnie, et qu'il mettrait la nappe pour tous. Cela fut accepté avec joie, et ils vécurent de la sorte nombre d'étés à Montchevreuil. La Scarron, devenue reine, eut cela de bon qu'elle aima presque tous ses vieux amis dans tous les temps de sa vie. Elle attira Montchevreuil et sa femme à la cour où les Villarceaux, trop libertins, ne se pouvaient contraindre ; elle voulut Montchevreuil pour un de ses trois témoins de son mariage avec le Roi ; elle lui procura le gouvernement de Saint-Germain-en-Laye, l'attacha à M. de Maine, le fit chevalier de l'Ordre avec le fils de Villarceaux, au refus de son père, en 1688, qui l'aima mieux pour son fils que pour lui-même, et mis sous la conduite de Mme de Montchevreuil, Mlle de Blois jusqu'à son mariage avec le duc de Chartres, après avoir été gouvernante des filles d'honneur de Mme la Dauphine, emploi qu'elle prit par pauvreté (...) Montchevreuil était un fort honnete homme, modeste, brave, mais des plus épais. Sa femme, qui était Boucher-d'Orsay, était une grande créature, maigre, jaune, qui riait niais, et montrait de longues et vilaines dents, dévote à outrance, d'un maintien composé, et à qui il ne manquait que la baguette pour être une parfaite fée. Sans aucun esprit, elle avait tellement captivé Mme de Maintenon qu'elle ne voyait que par ses yeux, et ses yeux ne voyaient jamais que des apparences et la laissaient la dupe de tout. Elle était pourtant la surveillante de toutes les femmes de la cour, et de son témoignage dépendaient les distinctions ou les dégoûts et souvent par enchaînement les fortunes. Tout jusqu'aux ministres, jusqu'aux filles du roi, tremblait devant elle; on ne l'approchait que difficilement; un sourire d'elle était une faveur qui se comptait pour beaucoup. Le roi avait pour elle une considération la plus marquée. Elle était de tous les voyages et toujours avec Mme de Maintenon. 
Henri de Mornay et son épouse, ainsi que le valet de chambre du roi, Bontemps, et la femme de chambre de Mme de Maintenon, Nanon, sont supposés être témoins du mariage du roi Louis XIV et de Mme de Maintenon, que les historiens estiment avoir eu lieu dans la nuit du 9 ou 10 octobre 1683.